# Aita Kivi

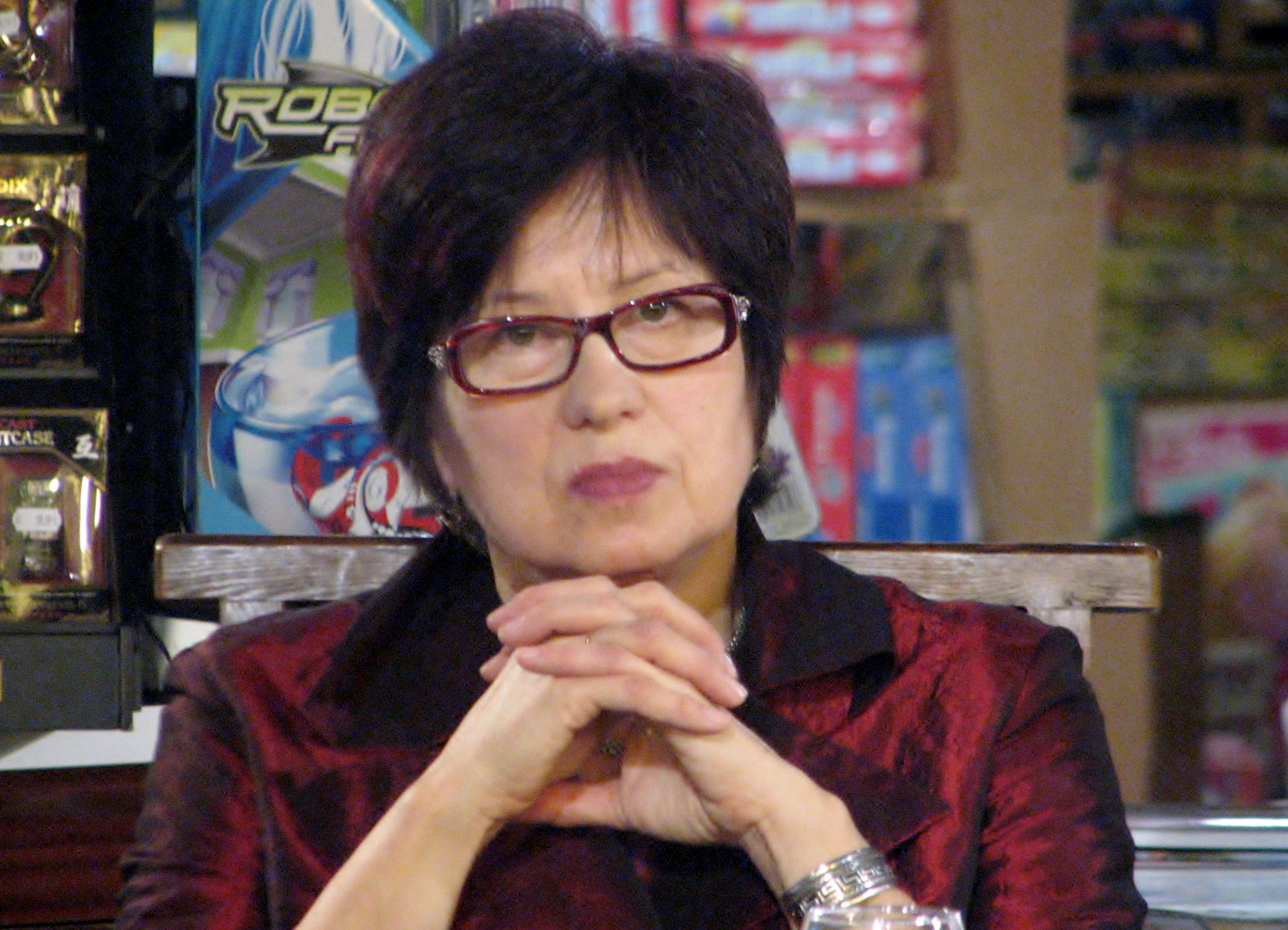

Aita Kivi (* 20. Dezember 1954 in Tallinn) ist eine estnische Lyrikerin und Schriftstellerin.

## Leben
Aita Kivi ging von 1962 bis 1973 in Tallinn zur Schule und studierte nach ihrem Abitur ein Jahr an der Universität Tartu angewandte Mathematik. 1974 wechselte sie jedoch zum Tallinner Polytechnikum, wo sie 1981 ihr Diplom als Bauingenieurin machte. Danach arbeitet sie einige Jahre in ihrem Beruf, wechselte aber 1983 ins Verlagswesen. Von 1983 bis 1990 war sie Redakteurin beim Verlag Valgus. Anschließend arbeitete sie als Journalistin bei verschiedenen Zeitungen und Zeitschriften. Seit 2009 ist sie Chefredakteurin der ältesten estnischen Frauenzeitschrift Eesti naine ('Estnische Frau'), die 1924 gegründet worden ist.
Aita Kivi ist seit 1993 Mitglied des Estnischen Schriftstellerverbandes. Der estnische Journalist und Dichter Krister Kivi ist ihr Sohn.

## Literarisches Werk
Aita Kivi debütierte 1982 mit Gedichten in literarischen Zeitschriften und legte 1986 ihre erste Gedichtsammlung vor. Ihr folgte 1988 eine zweite, aber erst mit ihrem dritten Buch stieß sie in der Kritik auf ein größeres Echo. Ihre Novellensammlung Neun offenherzige Frauen (1991) wurde kontrovers besprochen. Während ein Kritiker die Geschichten in die Nähe von Pornografie zu rücken versuchte, stellte eine andere Kritikerin fest, dass das Buch „von Erotik ziemlich weit entfernt ist, ganz zu schweigen von Pornografie.“ Wieder jemand anders sah Potenzial in dem Buch, bescheinigte der Autorin aber, dass sie sich erst „auf dem Weg zum Feminismus“ befinde.
In der Folge legte Aita Kivi weitere Novellensammlungen und Romane vor, die meistens zwischenmenschliche Beziehungen behandelten. Die Kritik blieb ambivalent, neben Lob und Vergleichen zu Oscar Wilde oder Emmanuelle fanden sich auch negative Stimmen, die von „erotischer Unterhaltungsliteratur“ sprachen. Bisweilen wurde sie mit der englischen Erfolgsschriftstellerin Catherine Cookson verglichen, ebenso aber mit Jane Austen.
Immer wird in ihrem Werk die weibliche Perspektive betont, so dass Aita Kivi mit Kati Murutar oder Kadri Kõusaar verglichen worden ist. Generell lässt sich sagen, dass bei Aita Kivi stets „mit relativ großer Offenheit das intime und sexuelle Empfinden einer Frau in einer Liebesbeziehung geschildert“ wird.

## Auszeichnungen
- 2015 A. H. Tammsaare-Literaturpreis der Gemeinde Albu

## Bibliografie
- Usaldades ('Vertrauend'). Tallinn: Eesti Raamat 1986. 63 S.
- Lendutõusja ('Auffliegend'). Tallinn: Eesti Raamat 1988. 46 S.
- Üheksa avameelset naist ('Neun offenherzige Frauen'). Tallinn: Eesti Raamat 1991. 173 S.
- Teisikud ja armukesed ('Doppelgänger und Liebhaber'). Tallinn: RAS Rahva Hääl 1993. 133 S.
- Kalenderpäevik Aita Kivi luuletustega ('Kalendertagebuch mit Gedichten von Aita Kivi'). Tallinn: RE Stuudio 1994. 104 S.
- Aknalseisja ('Die am Fenster steht'). s. l.: RE Stuudio s. a. [1996?] 79 S.
- Jumalakäpp. Armastusromaan ('Knabenkraut. Liebesroman'). Tallinn: Eesti Raamat 1996. 237 S.
- Tunde küsimus ('Eine Frage des Gefühls'). Tallinn: Tänapäev 2000. 71 S.
- Lummus ('Verzauberung'). Tallinn: Ajakirjade Kirjastus 2001. 270 S.
- Mees nende elus ('Der Mann in ihrem Leben'). Tallinn: Ajakirjade Kirjastus 2003. 224 S.
- Lähedal ('In der Nähe'). Tallinn: AS Ajakirjade Kirjastus 2008. 239 S.
- 17 avameelset naist ('17 offenherzige Frauen'). Tallinn: Ajakirjade Kirjastus 2009. 220 S.
- Ära möödu must lähedalt ('Geh nicht nah an mir vorbei'). Tallinn: Ajakirjade Kirjastus 2014. 208 S.
- Keegi teine ('Jemand anders'). Tallinn: Ajakirjade Kirjastus 2014. 255 S.

## Sekundärliteratur
- Kalle Muuli: Usaldamise piirid, in: Vikerkaar 3/1987, S. 79–80.
- Eva Adamson: Rohkem visandite vihik, in: Vikerkaar 3/1987, S. 80.
- Piret Viires: Naiste maailm, in: Eesti Elu / Estonian Life, 22. Juli 1991.
- Maimu Berg: Teel feminismile, in: Looming 10/1991, S. 1432.
- Merle Pajula: Avameelsed?, in: Vikerkaar 10/1991, S. 92–93.
- Enno Poodnek: Peegel ja pilt, in: Keel ja Kirjandus 2/1994, S. 121–122.
- Barbi Pilvre: Avameelselt elust isaga, in: Looming 1/1997, S. 127–128.
- Eeva Park: Tüdruk sise-, välis- ja külgvaates, in: Looming 1/1997, S. 128–130.
- Eve Annuk: Naiserootika ärkamine, in: Vikerkaar 4-5/1997, S. 173–175.
- Fagira D. Morti: Lummutis, in: Looming 5/2002, S. 778–782.
- Elo Lindsalu: Naisekeha „hääl“ Aita Kivi loomingus, in: Eesti Kirjanduse Seltsi Aastaraamat 29 (2002). Tartu, S. 64–76.
- Teet Kallas: Naistekas küll, aga kirjandus ka, in: Looming 9/2008, S. 1424–1426.